# Cantó de Marsella Sant Bartomieu
El cantó de Marsella Sant Bartomieu és un cantó francès del departament de les Boques del Roine, situat al districte de Marsella. És format per part del municipi de Marsella.

## Municipis
Aplega tot o part dels següents barris de Marsella:
- Les Arnavaux
- Le Canet
- Le Merlan
- Bon Secours
- Saint-Barthélémy
- Sainte-Marthe
- Grand Sant Bartomieu (Font-Vert, Picon, la Busserine, le Mail, les Iris, les Flamants, Saint-Barthélemy-3, La Benausse)

| Data d'elecció                           | Identitat          | Partit | Qualitat |
| ---------------------------------------- | ------------------ | ------ | -------- |
| 1973-1998                                | Francis Caccintolo | PCF    |          |
| 1998-                                    | Denis Rossi        | PS     |          |
| les dades anteriors no són pas conegudes |                    |        |          |